# ウル (北欧神話)

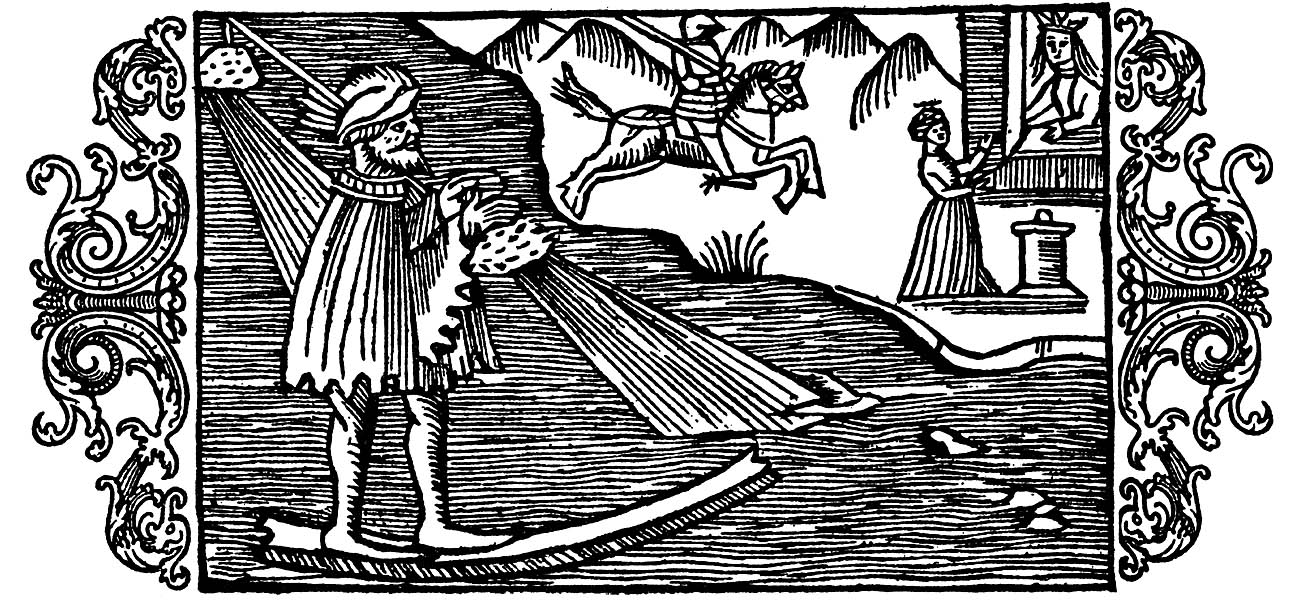
オラウス・マグヌスの著作に描かれた、魔法使いのHoller（ウルに相当する）が動物の骨に乗り、海を渡って旅する様子。

ウル（ウッル、ウッルル。古ノルド語：Ullr、「光輝」の意）は、北欧神話の神。狩猟、弓術、スキー、決闘の神。
シヴの息子で、トールの義理の子にあたり、ユーダリル（Ýdalir：「イチイの谷」の意）というところに住む。なお、イチイは弓やスキーの材料であり、ルーン文字・エイワズ［］であらわされる。
『デンマーク人の事績』にはオレルス (Ollerus) という名前で登場する。彼は呪文を刻んだ骨を船とし、海を渡る魔術師とされている。オーティヌス（オーディン）がロシアの王女リンド を騙して孕ませたことを恥と考えた神々はオーティヌスを追放し、その名と地位をオレルスに引き継がせ、汚名をすすごうとした。彼は10年その地位にあったが、オーティヌスが賄賂で再び地位を買い戻したために王位を追われた。その後、スウェーデンに退いたが、デンマーク人に殺された。
『デンマーク人の事績』でウルが追われて行ったスウェーデンのウップランドを中心とする地方およびノルウェー南東部にウルに由来する地名が多く残されており、かなりの崇拝された神だったようである。地名には「耕地」や「牧草地」を意味する語との複合語が見られ、これは豊穣に関連するものと考えられており、元来は狩猟や決闘に留まらず、より高い地位にある天空神だったと推定されている。
彼の地位の高さを裏付けるものとして「ウルとあらゆる神々の恩寵を受ける」という表現がある。
また「南の太陽や勝利の神（オーディン）の岩と寝室と、ウルの腕輪にかけてしばしば誓った通りに」という表現もある。
自分と同じように弓とスキーを得意とする女巨人のスカジと出会い、彼女の父が遺した館トリムヘイムで一緒に暮らしたという伝承も残されている。
スカルド詩ではウルについてのケニングとして、「スキーのアース」「弓のアース」「狩のアース」「楯のアース」などが用いられている。

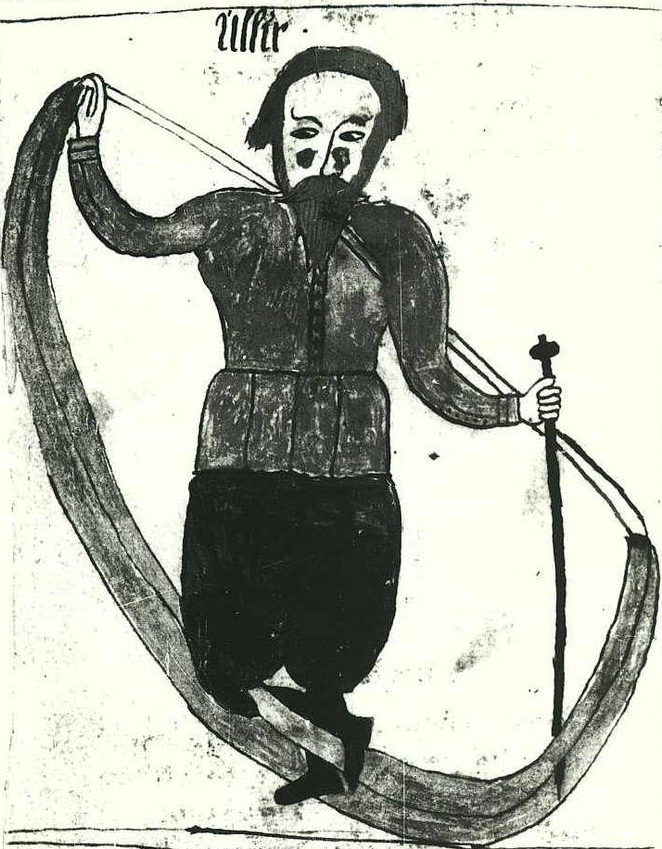
17世紀のアイスランド語の写本『AM 738 4to』より、ウル。